# Haolde

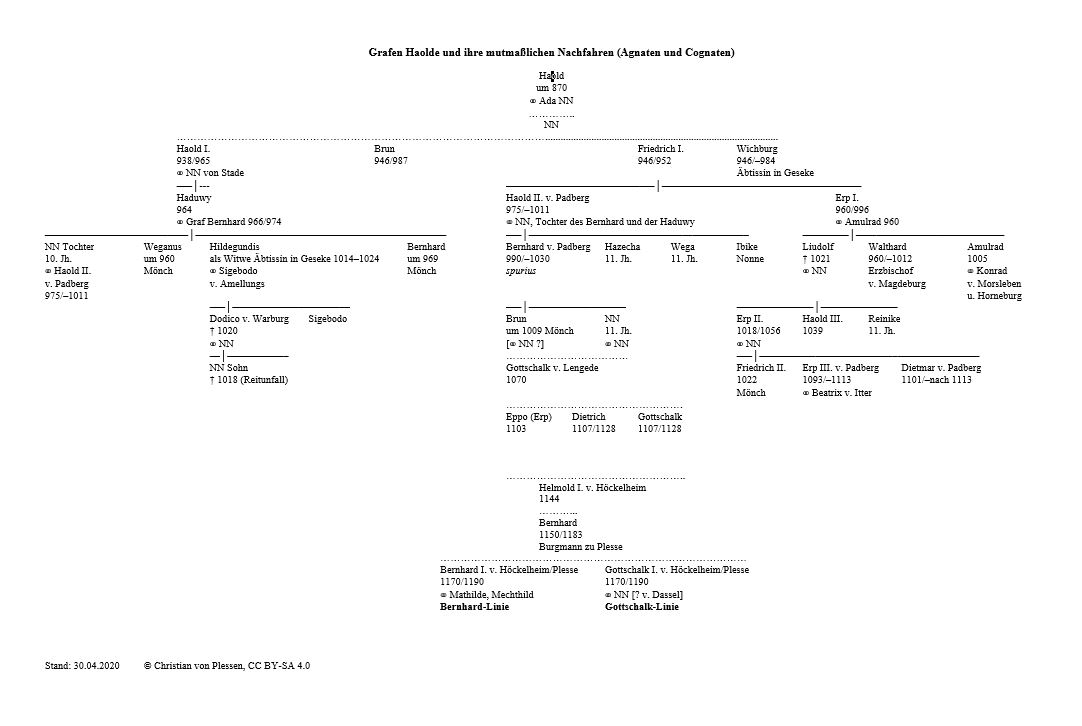
Hypothetische Stammtafel der Haolde und ihrer mutmaßlichen Deszendenz

Die Haolde (oder Haholde) waren ein nur bruchstückhaft bekundetes Grafengeschlecht, das im 10. und 11. Jahrhundert im westlichen Teil des Raums Paderborn-Warburg und im südlichen Niedersachsen amtierte. Der Stammsitz der Haolde wird nach Reinhard Wenskus im Ort Lehmhausen im Leinegraben vermutet. Das Geschlecht dürfte mit den östlich benachbarten Esikonen und wohl auch mit den Erponen in verwandtschaftlichen Beziehungen gestanden haben. Schenkungen von Mitgliedern des Hauses (Haoldus, Hoboldus, Hoaldus) an das Kloster Corvey sind 856/857 und 900/916 bekundet.
Die beiden Orte Holtershausen und Brunsen im Landkreis Northeim, die erstmals nachweislich als Haholdeshusen und Brunessen erwähnt wurden, dürften Gründungen oder ehemaliger Besitz der Haolde gewesen sein (Haold I. hatte einen Bruder und einen Sohn namens Brun). Bereits im 8. Jahrhundert soll ein sächsischer Edelhof Haholdeshusen bestanden haben, der früher fälschlicherweise für die Keimzelle des heutigen Bad Arolsen gehalten wurde. Am 29. Juni 1148 taucht Haholdeshusen in einer Urkunde des Stifts Gandersheim erneut auf, als Graf Hermann II. von Winzenburg 14 Hufen Land u. a. in Haholdeshusen und Brunessen gegen die Burg Schildberg bei Seesen tauschte. Als Zeugen werden in dieser Urkunde ein Hahold de Ruden und Hahold de Burnham aufgeführt. Ferner lässt sich in der Region um Holtershausen der noch vorhandene Einfluss der Haholde im 12. Jahrhundert anhand weiterer Urkunden belegen.

## Haold I.
Nach dem Tod des konradinischen Herzogs Eberhard von Franken 939 in der Schlacht bei Andernach zog König Otto I. dessen Besitz ein und belehnte treue Anhänger damit, darunter im fränkisch-sächsischen Grenzgebiet vor allem sächsische Adelige. Darunter war ein Graf Haold (oder Hahold), der 949 beurkundet ist, als ihm Otto I. neben anderem Königsgut ein bisher als Reichslehen gehaltenes Hufengut („mansa“) im Ittergau („Nitherga“) zu Eigentum übertrug. Haolds Grafschaft erstreckte sich 966 auch in den Brukterergau westlich des Ittergaus. Haold war über seine Mutter, eine Liudolfingerin, mit den Ottonen verwandt, und einer seiner Söhne hieß Brun.
Im Jahre 946 gründeten dieser Graf Haold, mit seinen Brüdern Brun und Friedrich I. und seiner Schwester Wichburg, zu Ehren der hl. Jungfrau und des hl. Cyriakus das Damenstift Geseke, das Otto I. sechs Jahre später bestätigte und unter seinen Schutz nahm. Haold wurde Vogt des Stifts Geseke und Wichburg wurde die erste Äbtissin. In dieser Urkunde wird Haold die Bezeichnung „de Anehald“ gegeben -- ein Hinweis auf seine sächsische Abstammung. Im Jahre 952 schenkte Wichburg dem Stift Geseke die Siedlung „Almundoraf“, den heutigen Briloner Stadtteil Alme.

## Wichburg von Geseke
Wichburg von Geseke (auch Wichburga), die Schwester Haolds I., war von 952 bis zu ihrem Tod 984 die erste Äbtissin des im Jahre 946 von ihren Brüdern Haold I., Brun und Friedrich und ihr gestifteten und während ihrer Amtszeit reichsunmittelbaren Damenstifts Geseke.

## Haold II.
1011 ist erneut ein Graf Haold erwähnt, vermutlich ein Enkel des vorgenannten Haold. Am 10. April 1011 schenkte König Heinrich II. die Grafschaft des offensichtlich erbenlos verstorbenen Haold, und damit das Gebiet um Geseke, an Bischof Meinwerk von Paderborn. Haolds Grafschaft erstreckte sich über 16 verschiedene Kleingaue und Orte, in denen aber auch andere Grafen Rechte besaßen, und war räumlich sehr zersplittert.
Haold II. hatte einen Bruder, Friedrich II., und eine Schwester, Wicsuit (Wigswid), die die zweite Äbtissin des Stifts Geseke war.

## Haold III.
In einer im Jahre 1030 ausgestellten Urkunde des Kaisers Konrad II. wird ein Graf „Haholde Pathberch“ erwähnt, der im Jahre 1029 gestorben war und von seinen Ahnen eine Burg auf einem Berg oberhalb der Diemel im Ittergau geerbt hatte. Diese Burg, auf dem heute „Alter Hagen“ genannten Padberg, soll im Jahre 972 vollendet worden sein. Da Haold II. ohne männliche Nachkommen war, dürfte Haold III. ein Sohn Friedrichs II. und somit Neffe Haolds II. gewesen sein. Haold III. lebte in Konkubinat mit der Tochter eines Grafen Bernhard. Vermutlich stammen aus dieser Verbindung die nachmaligen Grafen von Padberg, als deren Sitz bei ihrem Verkauf an Kurköln im Jahre 1120 die Burg Padberg genannt wird.

## Bernhard
Bernhard war wohl ein Sohn von Haold III. aus dessen Konkubinat. Als Kinder aus seiner Ehe mit Hazecha sind Ibike, Erpo I. und Weganus bekundet. Von ihm stammen die Grafen von Padberg ab, die 1120 im Mannesstamm ausstarben und deren Grafschaft durch Beatrix, Witwe von Erpo II., an Kurköln verkauft wurde. Auch Hildegund, Äbtissin von Geseke, wird als Tochter Bernhards genannt.
Edgar Lüüs zufolge sind Godescalcus, Otto und Wecelo Nachkommen von Weganus. Diether Pöppel sieht in diesen drei die Vorfahren der Herren von Padberg.

## Dodiko
Zu den Haolden wird auch Dodiko von Warburg gerechnet. Er mag ein Enkel des ersten und Bruder des zweiten Haold gewesen sein. Er beherrschte in den ersten Jahrzehnten des 11. Jahrhunderts von seiner Burg auf dem Wartberg in Warburg weite Gebiete im sächsischen Hessengau, im Ittergau und im Nethegau. Sein Grundbesitz reichte von Höxter im Norden bis weit nach Süden in den nordhessischen Raum. Nachdem der von ihm vorgesehene Erbe, sein einziger (unehelicher) Sohn, im Jahre 1018 bei einem Reitunfall tödlich verunglückt war, schloss Dodiko mit Bischof Meinwerk von Paderborn einen „Prekarie-Vertrag“. Darin vermachte er dem Paderborner Hochstift seinen gesamten Besitz, behielt aber für den Rest seines Lebens dessen Nutzung. Dodiko starb am 29. August 1020.

## Sigebodo
Sigebode I. war der Bruder Dodikos.